# Jonas Cissé
Jonas Cissé (ur. 14 kwietnia 1940) – senegalski judoka. Olimpijczyk z Monachium 1972, gdzie zajął 33. miejsce w wadze średniej.
Uczestnik mistrzostw świata w 1971. Brązowy medalista igrzysk afrykańskich w 1965 roku.

## Letnie Igrzyska Olimpijskie 1972
| Konkurencja | Eliminacje              | Klas. końcowa |
| Konkurencja | Przeciwnik I            | Miejsce       |
| ----------- | ----------------------- | ------------- |
| 80 kg       | Guram Gogolauri (SUN) P | 33.           |